# Qiu Ying

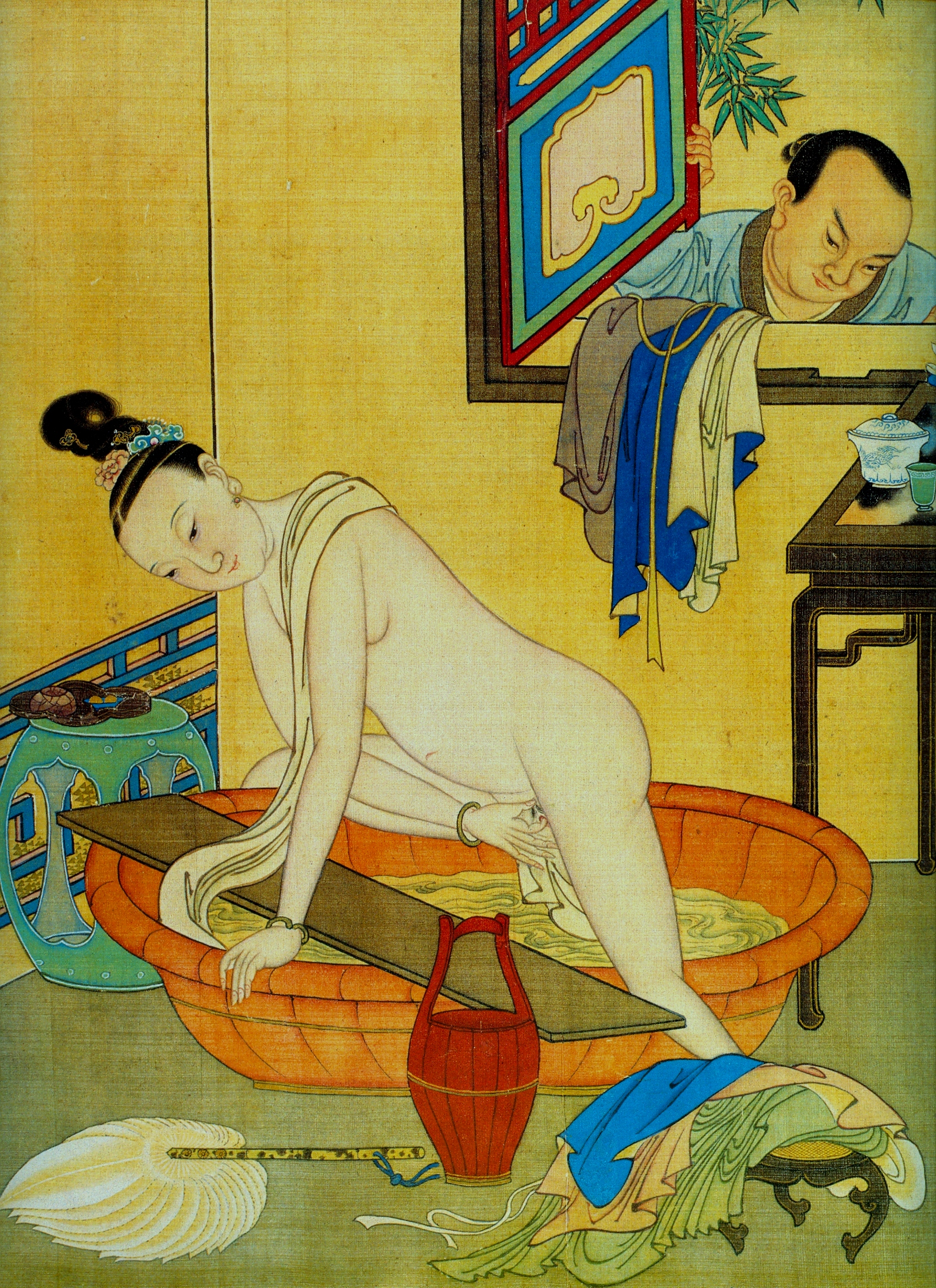
Pintura de Qiu Ying que representa una dona bayant-se

Qiu Ying (xinès simplificat i tradicional: 仇英; pinyin: Qiú Yīng) fou un pintor durant la dinastia Ming que va néixer cap al 1494 a Taicang (太倉), província de Jiangsu i va morir vers el 1552. La seva família era d'origen camperol que es va traslladar a Suzhou. Utilitzà el pseudònim Shizhou (十洲).

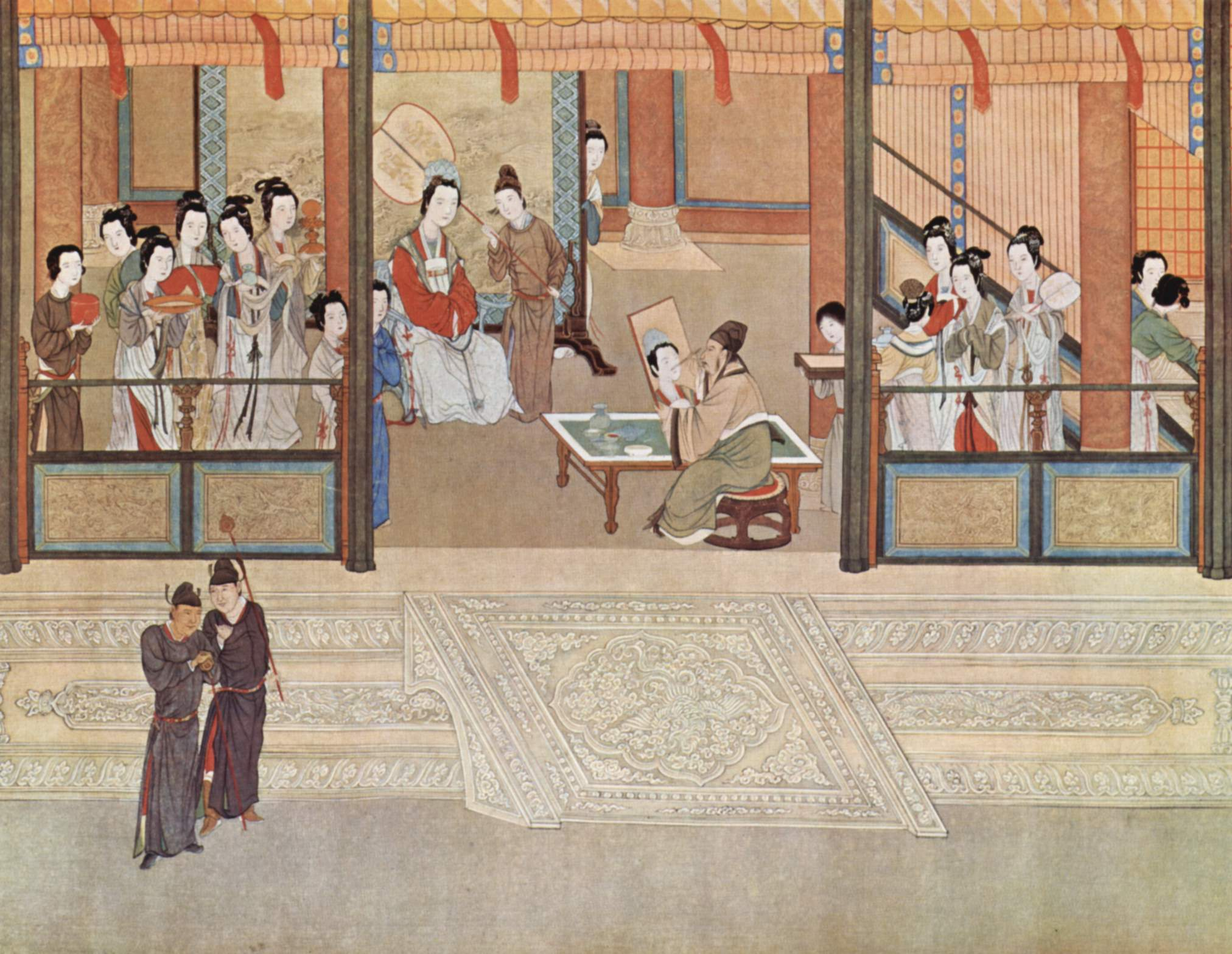
Matí de Primavera al Palau Han de Qiu Ying

Aquest pintor s'inspirà en la seva activitat artística en les obres de les dinasties Tang i Song, alumne de Zhou Chen, va destacar utilitzant la tècnica coneguda com a gongbi amb una producció refinada i detallada. Destacà en els estudis florals, paisatges, pintures de jardins i temes religiosos. Amb l'Escola Wu va produir aquarel·les notables però va també va pintar en el denominat estil verd-blau. Va anar adquirint un sòlid prestigi malgrat no ser un pintor lletrat (considerat el prototip d'artista per excel·lència) aconseguint l'interès de.personatges rics. Va ser un dels Quatre Grans Mestres Ming.